# Ахуновский сельсовет
Ахуновский сельсовет — муниципальное образование в Учалинском районе Башкортостана.
Согласно Закону о границах, статусе и административных центрах муниципальных образований в Республике Башкортостан имеет статус сельского поселения.

## Состав сельсовета
- с. Ахуново,
- д. Кидыш,
- д. Танычау.
- д. Ташмурын.

## Население
| 2002  | 2009  | 2010  | 2012  | 2013  | 2014  | 2015  |
| ----- | ----- | ----- | ----- | ----- | ----- | ----- |
| 2863  | ↗3058 | ↘2640 | ↘2619 | ↘2612 | ↘2595 | ↘2563 |
| 2016  | 2017  | 2018  |       |       |       |       |
| ↘2508 | ↘2462 | ↘2383 |       |       |       |       |